# Loctudy
Loctudy är en kommun i departementet Finistère i regionen Bretagne i västra Frankrike. Kommunen ligger i kantonen Guilvinec som tillhör arrondissementet Quimper. År 2022 hade Loctudy 4 043 invånare.

## Befolkningsutveckling
Antalet invånare i kommunen Loctudy
Referens:INSEE